# Filmographie de Fernando Rey

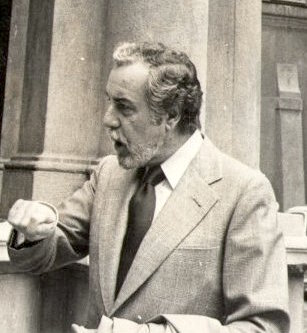
Fernando Rey en 1974.

Cet article détaille la filmographie de Fernando Rey, acteur espagnol.

## Cinéma

### Années 1930
- 1935 : Fazendo Fitas de Vittorio Capellaro
- 1936 : Nuestra Natacha de Benito Perojo
- 1939 : Los cuatro robinsones d'Eduardo García Maroto

### Années 1940
- 1940 : Leyenda rota de Carlos Fernández Cuenca
- 1940 : El rey que rabió de José Buchs : un figurant (non crédité)
- 1940 : La Dolores de Florián Rey  : un figurant (non crédité)
- 1940 : La gitanilla de Fernando Delgado : un figurant (non crédité)
- 1941 : ¡A mí no me mire usted! de José Luis Sáenz de Heredia : le voyageur (non crédité)
- 1941 : Escadrille (Escuadrilla) d'Antonio Román : un figurant (non crédité)
- 1941 : Sarasate (Serenata española) de Richard Busch et Jean Choux
- 1944 : Eugenia de Montijo (es) de José López Rubio : le duc d'Albe
- 1945 : Tierra sedienta (es) de Rafael Gil
- 1945 : Los últimos de Filipinas (es) : Juan Chamizo
- 1945 : Estaba escrito
- 1946 : Misión blanca (es) de Juan de Orduña : Carlos
- 1946 : La pródiga (es) de Rafael Gil : José
- 1947 : Don Quichotte de la Manche (es) (Don Quijote de la Mancha) : Sansón Carrasco
- 1947 : La Reine sainte (Reina santa) d'Henrique Campos, Aníbal Contreiras et Rafael Gil : Infante Alfonso
- 1947 : La princesa de los Ursinos (es) de Luis Lucia Mingarro : Philippe V
- 1947 : Fuenteovejuna d'Antonio Román : Frondoso
- 1948 : La próxima vez que vivamos d'Enrique Gómez : Óscar Mulden
- 1948 : Poignard et Trahison (Locura de amor) de Juan de Orduña : Felipe el Hermoso
- 1948 : Du sang à l'aube (Mare Nostrum) de Rafael Gil : Ulysse / le capitaine Ferragut
- 1949 : Sabela de Cambados de Ramón Torrado
- 1949 : Estaba escrito d'Alejandro Ulloa
- 1949 : Noche de Reyes de Luis Lucia
- 1949 : Aventuras de Juan Lucas de Rafael Gil : Juan Lucas

### Années 1950
- 1950 : Si te hubieses casado conmigo de Victor Tourjanski : Enrique Marín Rubio
- 1950 : Agustina de Aragón de Juan de Orduña : le général Palafox / Lorenzo el pastor
- 1951 : Cielo negro (es) de Manuel Mur Oti : Ángel López Veiga
- 1951 : La trinca del aire (it) de Ramón Torrado : le narrateur (voix)
- 1951 : La Dame de Fatima (La señora de Fátima) de Rafael Gil : Lorenzo Duarte
- 1951 : Séptima página de Ladislas Vajda : le narrateur (voix)
- 1952 : El cerco del diablo (es) d'Antonio del Amo, Enrique Gómez Bascuas, Edgar Neville, José Antonio Nieves Conde et Arturo Ruiz Castillo : l'attaquant
- 1952 : Flamenco (Duende y misterio del flamenco), documentaire d'Edgar Neville
- 1952 : La laguna negra d'Arturo Ruiz-Castillo : Miguel
- 1953 : Cabaret (es) d'Eduardo Manzanos Brochero : Carlos Jiménez
- 1953 : Les Amants de Tolède (El tirano de Toledo) d'Henri Decoin et Fernando Palacios : (une voix)
- 1953 : Bienvenue Mr Marshall (Bienvenido, Mister Marshall!) de Luis García Berlanga : le narrateur (voix)
- 1953 : Aeropuerto (es) de Luis Lucia Mingarro : Fernando
- 1953 : Rebeldía (en) de José Antonio Nieves Conde
- 1954 : Crimen en el entreacto de Cayetano Luca de Tena
- 1954 : Les Comédiens (Cómicos) de Juan Antonio Bardem
- 1954 : L'Alcade de Zalamea (es) (El alcalde de Zalamea) de José Gutiérrez Maesso (it)
- 1955 : Marcelin, Pain et Vin (Marcelino, pan y vino) de Ladislas Vajda
- 1956 : Don Juan de John Berry
- 1956 : Les Aventures de Gil Blas de Santillane de René Jolivet
- 1956 : Le Chanteur de Mexico de Richard Pottier
- 1958 : Les Bijoutiers du clair de lune de Roger Vadim
- 1959 : Les Derniers Jours de Pompéi (Gli ultimi giorni di Pompei) de Mario Bonnard et Sergio Leone : le prêtre Arbacès

### Années 1960
- 1960 : Les Sept Mercenaires (The Magnificent Seven) de John Sturges : le prêtre
- 1961 : Viridiana de Luis Buñuel
- 1962 : Shéhérazade de Pierre Gaspard-Huit
- 1962 : La cara del terror (Face of terror) de Isidoro M. Ferry et William J. Hole Jr
- 1963 : Fin de semana de Pedro Lazaga
- 1964 : Échappement libre de Jean Becker
- 1965 : Falstaff (Campanadas a medianoche) d'Orson Welles
- 1965 : Le Fils d'un Hors-la-loi (Son of a Gunfighter) de Paul Landres
- 1965 : Les Grands Chefs (I grandi condottieri) de Marcello Baldi et Francisco Pérez-Dolz : l'« étranger »
- 1966 : Le Vicomte règle ses comptes de Maurice Cloche
- 1966 : Le Retour des sept de Burt Kennedy
- 1966 : Navajo Joe de Sergio Corbucci : Padre Rattigan
- 1966 : Cartes sur table (Cartas boca arriba) de Jesús Franco : Sir Percy
- 1967 : Une histoire immortelle (The immortal story) d'Orson Welles
- 1967 : Les Aventures extraordinaires de Cervantes (Cervantes) de Vincent Sherman : Philippe II d'Espagne
- 1968 : Pancho Villa (Villa rides) de Buzz Kulik : Fuentes
- 1969 : Les Colts des sept mercenaires (Guns of the magnificent seven) de Paul Weddcos : Quintero
- 1969 : Texas (Il prezzo del potere) de Tonino Valerii : Pinkerton

### Années 1970
- 1970 : Les Derniers Aventuriers (The Adventurers) de Lewis Gilbert
- 1970 : Companeros (Vamos a matar, compañeros) de Sergio Corbucci
- 1970 : Trinita voit rouge (La collera del vento) de Mario Camus
- 1970 : Tristana de Luis Buñuel
- 1971 : Les Aventuriers de l'ouest sauvage (A Town Called Hell) de Robert Parrish : le vieil aveugle
- 1971 : Le Phare du bout du monde (The Light at the Edge of the World) de Kevin Billington : le capitaine Moritz
- 1971 : French Connection (The French Connection) de William Friedkin : Alain Charnier
- 1971 : Gli occhi freddi della paura d'Enzo G. Castellari
- 1972 : La duda de Rafael Gil : Don Rodrigo - Conde de Albrit
- 1972 : Antoine et Cléopâtre (Antony and Cleopatra) de Charlton Heston
- 1972 : Le Charme discret de la bourgeoisie de Luis Buñuel
- 1972 : Les Deux Visages de la peur (Coartada en disco rojo) de Tulio Demicheli
- 1972 : Une bonne planque (Bianco rosso e...) d'Alberto Lattuada : Jefe médico
- 1973 : La Chute d'un corps de Michel Polac
- 1973 : La faccia violenta di New York de Jorge Darnell : David
- 1973 : Croc-Blanc de Lucio Fulci : le père Oatley
- 1974 : Dites-le avec des fleurs de Pierre Grimblat
- 1975 : Corruption, l'Affaire du juge Vanini (Corruzione al palazzo di giustizia) de Marcello Aliprandi
- 1975 : French Connection 2 de John Frankenheimer : Alain Charnier
- 1976 : Le Désert des Tartares (Il deserto dei Tartari) de Valerio Zurlini
- 1976 : Le Voyage des damnés (Voyage of the Damned) de Stuart Rosenberg : le président Bru
- 1976 : Cadavres exquis (Cadaveri eccellenti) de Francesco Rosi : le ministre de la sûreté
- 1976 : Nina (A Matter of Time) de Vincente Minnelli
- 1977 : Cet obscur objet du désir de Luis Buñuel
- 1977 : Elisa, mon amour (Elisa, vida mía) de Carlos Saura
- 1977 : Voyeur pervers (L'occhio dietro la parete) de Giuliano Petrelli
- 1977 : Jésus de Nazareth (Gesù di Nazareth) de Franco Zeffirelli
- 1977 : Uppdraget (en) (The assignment) de Mats Aréhn (en)
- 1978 : Memorias de Leticia Valle (es) de Miguel Angel Rivas
- 1978 : Rebeldia de Andrés Velasco
- 1978 : Le Grand Embouteillage (L'ingorgo – Una storia impossible) de Luigi Comencini
- 1978 : Le Dernier Amant romantique de Just Jaeckin
- 1979 : Quintet de Robert Altman
- 1979 : Le Crime de Cuenca (El crimen de Cuenca) de Pilar Miró
- 1979 : Caboblanco de Jack Lee Thompson

### Années 1980
- 1980 : Trágala, perro (es) de Antonio Artero (es)
- 1981 : La Dame aux camélias (La storia vera della signora delle camelie) de Mauro Bolognini : Stackelberg
- 1981 : Fleur du vice (Miele di donna) de Gianfranco Angelucci (de)
- 1982 : Monsignor de Frank Perry
- 1982 : Rosa (Casta e pura) de Salvatore Samperi
- 1982 : A estrangeira de João Mário Grilo
- 1982 : L'Imposteur (Cercasi Gesù) de Luigi Comencini
- 1983 : Bearn ou la chambre des poupées (es) (Bearn o la sala de las muñecas) de Jaime Chávarri
- 1983 : Un amour interdit de Jean-Pierre Dougnac
- 1984 : The Hit de Stephen Frears
- 1984 : Black arrow (en) de John Hough
- 1984 : Padre nuestro (es) de Francisco Regueiro
- 1985 : Le Chevalier du dragon (El caballero del dragón) de Fernando Colomo
- 1985 : Sa sainteté a disparu (en) (Saving grace) de Robert M. Young
- 1985 : Rex le Magnifique (Rustlers' Rhapsody) de Hugh Wilson
- 1985 : Elogia della pazzia de Roberto Aguerre (de)
- 1986 : Saving Grace de Robert Milton Young
- 1986 : Commando Mengele d'Andrea Bianchi et Jesús Franco
- 1987 : La Forêt animée (El bosque animado) de José Luis Cuerda
- 1987 : Hôtel du Paradis de Jana Boková : Joseph
- 1987 : Mi general (gl) de Jaime de Armiñán
- 1987 : Fatale Obsession (El túnel) de Antonio Drove
- 1988 : Diario de inverno de Francisco Regueiro
- 1988 : Pleine Lune sur Parador (Moon over Parador), de Paul Mazursky : Alejandro
- 1988 : Pasodoble de José Luis García Sánchez
- 1988 : El aire de un crimen de Antonio Isasi-Isasmendi
- 1989 : Les Cavaliers de la gloire (La batalla de los tres reyes / Tamburi di fuocco) de Souheil Ben-Barka et Uchkun Nazarov
- 1989 : Esmeralda Bay (La Bahia Esmeralda) de Jesús Franco
- 1989 : Le Tango nu (The Naked Tango) de Leonard Schrader (en)

### Années 1990
- 1990 : Después del sueño de Mario Camus
- 1990 : Diceria dell'untore (en) de Beppe Cino
- 1991 : L'Atlantide de Bob Swaim
- 1991 : La Marrana (es) de José Luis Cuerda
- 1992 : 1492 : Christophe Colomb (1492: Conquest of Paradise) de Ridley Scott
- 1992 : La Vida láctea de Juan Estelrich Jr.
- 1992 : I leoni del sol de Tonino Ricci
- 1993 : Madregilda de Francisco Regueiro
- 1994 : Al otro del túnel de Jaime de Armiñán
- 1994 : Cianuro... ¿ Solo o con leche ? de José Miguel Ganga

## Télévision
- 1965 : Don Quijote (de) (mini-série)
- 1985 : A.D. : Anno Domini : Sénèque (mini-série)
- 1986 : L'Été 36 d'Yves Robert
- 1989 : Le Grand Secret de Jacques Trébouta
- 1989 : La moglie ingenua e il marito malato de Mario Monicelli : le professeur Silvio Rune
- 1992 : El Quijote de Miguel de Cervantes (es) de Manuel Gutiérrez Aragón
- 1992 : Fantôme en Héritage de Juan Luis Bunuel (mini-série)
- 1992 : De terre et de sang de Jim Goddard : Sahaladin / le sultan Saladin